# Крик 7
«Крик 7» (англ. Scream 7; официальное название станет известно позже) — предстоящий американский слэшер, седьмая часть франшизы «Крик».
Кевин Уильямсон заменил Кристофера Лэндона, известного по картине «Счастливого дня смерти», на посту режиссёра после скандала с увольнением Мелиссы Барреры и уходом Дженны Ортеги. Джеймс Вандербилт и Гай Бусик написали сценарий картины. Мэтт Беттинелли-Олпин и Тайлер Джиллетт, творческий дуэт проекта Radio Silence, вернулись в качестве исполнительных продюсеров вместе с Чедом Виллеллой.
Съёмки картины начались в январе 2025 года. Премьера запланирована на 27 февраля 2026 года.

## В ролях
- Нив Кэмпбелл — Сидни Прескотт
- Кортни Кокс — Гейл Уэзерс
- Мейсон Гудинг — Чед Микс-Мартин
- Джасмин Савой Браун — Минди Микс-Мартин
- Роджер Л. Джексон — Призрачное лицо (голос убийцы)
- Изабель Мэй — дочь Сидни
- Джоэл Макхейл — Марк Эванс, муж Сидни
- Дэвид Аркетт — Дьюи Райли

Неизвестные роли:
- Мэттью Лиллард — TBA
- Скотт Фоули — TBA
- Анна Кэмп — TBA
- Марк Консуэлос — TBA
- Итан Эмбри — TBA
- Аса Германн — TBA
- Маккенна Грейс — TBA
- Селеста О’Коннор — TBA
- Сэм Рекнер — TBA
- Мишель Рэндольф — TBA
- Джимми Татро — TBA

## Производство

### Режиссура
Успешный перезапуск франшизы «Криком» (2022) и его сиквелом «Крик 6» ($168,5 млн сборов при бюджете $35 млн) привели к решению продолжить серию. По сообщению ViewerAnon в феврале 2023 года студия Paramount Pictures уже начала переговоры о работе над седьмой частью франшизы, которая может стать прямым продолжением шестой серии. В марте того же года режиссёры Мэтт Беттинелли-Олпин и Тайлер Джиллетт выразили надежду, что смогут поработать над седьмым фильмом и «насладятся новой частью, даже если сами не будут задействованы в работе над ней».
2 августа 2023 года портал The Hollywood Reporter сообщил, что режиссёр Кристофер Лэндон возглавит постановку седьмой части франшизы, заменив дуэт Мэтта Беттинелли-Олпина и Тайлера Джиллетта — Лэндон снял франшизу ужасов «Счастливого дня смерти» (2019) и «Дичь» (2020), а также работал сценаристом в серии «Паранормальное явление».
24 декабря — спустя месяц после ухода из проекта Барреры и Ортеги — стало известно, что Лэндон покинул съёмочную команду фильма. Режиссёр написал на своей странице в X: «Полагаю, сейчас самое лучшее время сообщить, что я покинул „Крик 7“ несколько недель назад. Некоторых это разочарует, кого-то обрадует. Это была работа мечты, превратившаяся в кошмар. И моё сердце разбивается от переживаний за остальную команду. За всех. Но пришло время двигаться дальше. На этом всё». Несмотря на то что Лэндон не имел отношения к действиям студии, он столкнулся с критикой и травлей со стороны некоторых поклонников Барреры в интернете, вплоть до угроз в его адрес и в адрес его семьи: «Люди угрожали убить меня и мою семью, дело дошло до того, что в ситуацию пришлось вмешаться ФБР. Я получал сообщения вроде: „Я найду твоих детей и убью их, потому что ты поддерживаешь убийство детей“. Сотрудники службы безопасности нескольких студий и ФБР должны были проверить эти угрозы».
В феврале 2024 года в сети появилась информация, что студия рассматривает кандидатуры трёх режиссёров — Джейми Блэнкса, Роберта Родригеса и Джона Хаймса. 12 марта стало известно, что сценарист и продюсер франшизы Кевин Уильямсон возглавит постановку новой части. Сценарист написал на своей странице в Instagram: «Прошло около 30-лет с моего первого сценария к „Крику“, который срежиссировал легендарный Уэс Крэйвен. Я никогда не мог себе представить, чем всё закончится. Или что я стану режиссёром седьмой части франшизы. Меня переполняют благодарность и восторг. Я не могу дождаться начала этого путешествия с Нив и всей „криковской“ семьёй — вместе вернём Сидни Прескотт в седьмой главе. Спасибо всем поклонникам. Вы постоянный подарок для нас».

### Сценарий
Джеймс Вандербилт и Гай Бусик придумали сюжет новой истории, а сценарий написал Бусик — к марту 2024 работа над текстом уже была закончена.
Подробности раннего сюжета, который строился бы вокруг сестёр Карпентер, неизвестны, однако в одном из интервью актёр Скит Ульрих рассказал, что их история должна была стать трилогией с участием его персонажа Билли Лумиса, а инстинкт убийцы Сэм должен был сыграть важную роль в сюжете: «Именно на это я и надеялся — такую концепцию мне представили несколько лет назад. История на три фильма, вот как всё задумывалось. Я не видел сценария седьмой части, и, вероятно, всё изменилось». Также многие поклонники и обозреватели новостных порталов ожидали появления в новой части матери Сэм и Тары.
В конце мая инсайдер Дэвид Рихтман сообщил, что седьмая часть станет началом новой трилогии, а между событиями шестого и нового фильма будет значительный временной скачок. Ранее в апреле СМИ писали, что сюжет фильма вновь будет концентрирован на Сидни, а также Марке и их двух детях. В конце июля Нив Кэмпбелл в интервью Entertainment Tonight рассказала, что сюжет будет полностью посвящён истории Сидни — в том же интервью актриса призналась, что сценарий фильма ещё на завершён, ей представили только концепцию; в частности, история её персонажа похожа на Лори Строуд из трилогии «Хэллоуин», начатой в 2018 году.
По слухам, убийца в новом фильме будет активно использовать современные технологии — Призрачное лицо будет запугивать жертв при помощи искусственного интеллекта, что может объяснить, каким образом авторы фильма собираются воскресить убитых персонажей из прошлых частей

## Кастинг

### Увольнение Барерры и уход Ортеги
«Это был самый мрачный и трудный год в моей жизни, и мне пришлось все переоценить. Были моменты, когда мне казалось, что моя жизнь окончена. Но всегда будут люди, которые любят вас, и люди, которые вас ненавидят, и люди, которые открыты для продолжения истории, и люди, которые думают, что продолжение разрушает её. Они захотят пойти и посмотреть следующий фильм? Отлично. Нет? Тоже не беда. Вы просто должны поступать в соответствии с тем, во что вы верите. И это зависит от того, что вы цените, какова ваша мораль и можете ли вы отделить это от искусства или нет. Есть люди, которые больше не могут слушать Ар Келли или Майкла Джексона или больше не могут смотреть фильмы Вуди Аллена. А есть люди, которым все равно».
21 ноября 2023 года журнал Variety опубликовал статью-расследование, из которой стало известно, что Мелиссу Барреру уволили из проекта из-за её публикаций в Instagram, в которых актриса высказывала поддержку палестинской стороне в военном конфликте Израиля и Палестины на протяжении всего месяца с момента вторжения ХАМАС. Также стало известно, что рекламные агентства отказались от работы с актрисой.
В тот же день кинокомпания Spyglass выпустила заявление: «Мы нетерпимо относимся к антисемитизму или разжиганию ненависти в любой форме, включая ложные упоминания геноцида, этнических чисток, искажения истории Холокоста или чего-либо, что переходит черту и ведёт к разжиганию ненависти». Представители компании особо отметили, что увольнение связано не с поддержкой Палестины, а с разжиганием ненависти, в том числе и к евреям.
Волна негатива из-за решения студии также обрушилась и на Кристофера Лэндона — режиссёр опубликовал на своей странице в социальной сети X пост: «Вот моё заявление: это отстой. Хватит кричать. Я не принимал этого решения». Позднее публикация была удалена. Variety также сообщили, что решение об увольнении актрисы было принято уже после того, как представители Дженны Ортеги сообщили компании, что она не сможет сниматься в новой части.
22 ноября 2023 года — на следующий день после новости об увольнении Мелиссы Барреры — стало известно, что Дженна Ортега также покинула проект — представители актрисы сообщили об этом студии Spyglass ещё до того, как началась забастовка актёров. По информации СМИ такое решение связано с напряжённым съёмочным графиком: летом актриса приступает к съёмкам во втором сезоне сериала «Уэнздей», а также продолжает работу над картиной «Битлджус Битлджус», в то время как к ноябрю 2023 года сценарий «Крика 7» всё ещё не написан. У Ортеги, как и Барреры, был подписан контракт только на 2 фильма. Некоторые источники, близкие к студии утверждают, что участие в «Крике 7» изначально не входило в планы актрисы.
|                |             |              |                |               |                 |
| Нив Кэмпбелл   | Кортни Кокс | Дэвид Аркетт | Мэттью Лиллард | Скотт Фоули   | Мейсон Гудинг   |
| Сидни Прескотт | Гейл Уэзерс | Дьюи Райли   | Стю Мэчер      | Роман Бриджер | Чед Микс-Мартин |

### Участие Кэмпбелл и Демпси
До выхода шестой части режиссёры Беттинелли и Джиллетт высказали надежду на возвращение Нив Кэмпбелл во франшизу: «Мы бы хотели снять ещё один фильм с её участием, и мы будем бороться за это до последнего». Об уходе Кэмпбелл из фильма «Крик 6» стало известно в июне 2022 года, когда актриса не смогла договориться со студией о размерах своего гонорара.
22 ноября 2023 — уже после увольнения Барреры и ухода Ортеги — портал Variety сообщил, что студия собирается привлечь к проекту, в который в срочном порядке вносятся коррективы, Нив Кэмбелл и Патрика Демпси, сыгравшего детектива Марка Кинкейда в третьей части. В середине января 2024 года в одном из интервью актриса сказала, что может вернуться во франшизу при «правильных обстоятельствах». В марте 2024 актриса опубликовала на своей странице в Instagram фото сценария Untitled Scream 7, сообщив поклонникам, что возвращается к роли Сидни Прескотт в следующей части, режиссёром которой станет Кевин Уильямсон. Возвращение Кэмпбелл поддержали многие её коллеги по фильмам, включая Дэвида Аркетта.
Ранее авторы перезагрузки подтвердили, что муж Сидни по имени Марк, упомянутый в пятом фильме — детектив Кинкейд. Однако в середине января 2025 было объявлено, что Джоэл Макхейл сыграет мужа главной героин — но это не детектив из третьего фильма, а совершенно другой персонаж по имени Марк Эванс. Патрик Демпси рассказал в одном из интервью, что в октябре 2024 года он действительно обсуждал своё возвращение во франшизу — возможно, персонаж всё же появится в седьмой части в небольшой роли.

### Возвращение других героев
В конце марта 2024 года портал Variety сообщил, что студия ведёт переговоры с Кортни Кокс. В начале апреля стало известно, что студия приступила к поиску актёров на роли детей Сидни и Марка. Также источники сообщили, что компания не заинтересована в возвращении персонажей, впервые появившихся в легасиквелах «Крик» (2022) и «Крик 6», так как у студии есть большие планы по расширению франшизы новыми фильмами и сериалом, и их появление возможно в других проектах. 19 декабря Variety поделился эксклюзивной информацией о том, что Кортни Кокс официально возвращается во франшизу.
К концу 2023 года официальных заявлений относительно участия в проекте Мейсона Гудинга и Джасмин Савой Браун не было. 8 марта портал Bloody Disgusting написал, что в одном из интервью Браун рассказала, что представители студии Spyglass не связывались с ней относительно участия в новом фильме; как и с её экранным братом в исполнении Гудинга: «Если фильм может принести деньги, гарантирую, что они его снимут», — прокомментировал выход «Крика 7» актёр. 16 декабря издание Variety сообщило, что Гудинг вернётся к роли Чеда в седьмом фильме. В январе 2025 в Variety также эксклюзивно сообщили, что Джасмин Савой Браун появится в седьмом фильме.
Дэвид Аркетт о своём возможном появлении в фильме и про Кевина Уильямсона в качестве режиссёра: «Мне нравится работать с Нив и Кортни. И просто возможность сыграть Дьюи в любом виде. Мне нравится, что Кевин Уильямсон будет режиссёром. Я думаю, что это будет действительно особенным, что он участвует в этом. Думаю, он привнесёт в фильм много глубины и сделает эту часть по-настоящему многогранной». Ранее Аркетт не раз давал понять, что возвращение его персонажа во франшизу всё ещё возможно, в том или ином виде. Бывшая жена и коллега Аркетта Кортни Кокс также высказала своё мнение по поводу возможного возвращения Дьюи и дала понять, что хочет видеть его вновь: «Я понимаю причины, по которым они это сделали, но вау! Дьюи так любят фанаты „Крика“. Они должны разобраться с этим». Кокс также отметила своё благосклонное отношение к Кевину Уильямсону, но уточнила, что на момент интервью ещё не подписала контракт со своим участием в фильме.
В конце января 2025 года стало известно, что Мэттью Лиллард и Скотт Фоули вернутся после долго отсутствия с фильмов «Крик» (1996) и «Крик 3» в новой части. Возвращение Стю в исполнении Лилларда долгое время было главной темой для спекуляций среди поклонников — его полноценное участие ожидалось ещё в «Крике 6», но актёр появился лишь в эпизодических ролях в «Крик 2» и «Крик» (2022), а авторы шестого фильма подразнили зрителей диалогом Кирби и Минди о том, что Стю мог выжить. Как на экране будет выглядеть возвращение персонажей (воскрешение, флешбеки, призраки или видения) — пока неизвестно. В начале марта 2025 года было официально объявлено возвращение Дэвида Аркетта в роли Дьюи Райли.

### Новые персонажи
|               |             |                |                |           |            |
| Джоэл Макхейл | Изабель Мэй | Маккенна Грейс | Марк Консуэлос | Анна Кэмп | Итан Эмбри |
| Марк Эванс    | TBA         | TBA            | TBA            | TBA       | TBA        |

20 ноября ресурс The Hollywood Reporter со ссылкой на Variety сообщил, что Изабель Мэй сыграет дочь Сидни, на истории которой будет сфокусирован сюжет новой картины. По слухам, персонажа зовут Татум, в честь лучшей подруги Сидни из первого фильма в исполнении Роуз МакГоуэн.
Селеста О’Коннор и Аса Германн также снимутся в картине. 12 декабря стало известно, что Маккенна Грейс присоединилась к актёрскому составу. 16 декабря портал Bloody Disgusting сообщил, что Сэм Рекнер также снимется в фильме. Анна Кэмп официально получила роль в фильме 17 декабря.
Актриса Хлоя Мэдисон оставила комментарий и подмигивающий смайлик под постом в Instagram Кевина Уилльямсона о начале съёмок: «Увидимся на съёмочной площадке» (англ. See You On Set). 28 января стало известно, что Марк Консуэлос получил роль в фильме. По информации инсайдеров Консуэлос сыграет персонажа по имени Робби. В начале февраля Итан Эмбри присоединился к актёрскому составу.

## Съёмки

### Переносы
За несколько дней до премьеры шестого фильма новостные порталы, а также фанатский сайт, близкий к источникам в студии, сообщили о готовности запуска в работу седьмой части — съёмки должны были пройти в течение 2023 года. Однако их перенесли из-за забастовки сценаристов и актёров. После этого и до появления новостей об уходе Ортеги и увольнения Барреры, начало съёмок было запланировано на первый квартал 2024 года с завершением 19 апреля в Монреале в Канаде. Как отметили в Variety, выхода новой части не стоит ждать раньше 2025 года. Позже СМИ сообщили, что старт съёмок перенесли на сентябрь 2024 года. В июле в одном из интервью Кэмпбелл рассказала, что съёмки должны начаться в декабре этого года в Атланте в американском штате Джорджия. Однако в конце ноября стало известно, что съемки вновь перенесли — они пройдут с 7 января по 12 марта 2025 года.

### Съёмочный процесс
Съёмки под рабочим названием «Шрам» (англ. Scar Tissue) стартовали по плану 7 января — фото с площадки выложил в своих соцсетях Кевин Уилльямсон: «Я не должен рассказывать о Крике, надеюсь Spyglass и Paramount простят меня, но когда ты проживаешь лучшие дни своей жизни, очень трудно хранить это в секрете. Это необыкновенный день, я работал с удивительными и талантливыми актёрами и съёмочной группой. Они показали класс на каждом шагу этого пути. Я так благодарен за эту возможность, я всё время думал об Уэсе Крэйвене. Невероятное влияние, которое он оказал на мою жизнь и карьеру, трудно переоценить. Какой день! Не могу дождаться того, что будет завтра!».

## Музыка
Музыку к седьмому фильму вновь напишет Марко Белтрами — ранее он работал над первым четырьмя частями франшизы.

## Релиз
Как отмечает Deadline, премьера фильма «Крик 7» состоится 27 февраля 2026 года.